# María Touchet
Marie Touchet (1549-28 de marzo de 1638), dama de Belleville, fue la única amante de Carlos IX de Francia.

## Biografía
Nacida en el seno de una familia burguesa de Orléans, fue hija de Marie Mathy y del teniente hugonote Jean Touchet. En su adolescencia, Marie logró convertirse en amante de Carlos IX, dando a luz en 1573 a su único hijo, Carlos de Valois (1573-1650), conde de Auvernia (1589-1619) y posteriormente duque de Angulema (1619), quien tras la muerte del rey en 1574 fue confiado al cuidado de su hermano menor y sucesor, Enrique III de Francia. Marie, quien recibió una pensión por los servicios prestados a Carlos IX, siguió formando parte de la corte, contrayendo matrimonio en 1578 con François Balzac d'Entragues, marqués de Entragues, con quien tuvo dos hijas; Catalina Enriqueta y María Carlota. Ambas seguirían los pasos de su madre, convirtiéndose en amantes del rey Enrique IV.